# Shirley Valentine
Shirley Valentine è un'opera teatrale del drammaturgo britannico Willy Russell, portata al debutto a Liverpool nel 1986.

## Trama
Shirley Valentine è una casalinga di mezza età che comincia a chiedersi cosa ne sia stato della sua giovinezza. Essendo spesso a casa da sola, Shirley comincia a parlare con il muro mentre prepara la cena al marito. Quando la sua migliore amica le offre un viaggio per due in Grecia, Shirley parte senza invitare il marito. Qui scopre tutto quello che si è persa nella sua esistenza piccolo borghese nei sobborghi. Shirley è così felice che alla fine della vacanza decide di non ripartire, si trova un lavoro nell'albergo in cui stava e rimane in Grecia.

## Storia degli allestimenti
La pièce, commissionata all'Everyman Theatre di Liverpool, ebbe la sua prima lì nel 1986 con Noreen Kershaw nel ruolo della protagonista. L'attrice dovette assentarsi a causa di un'appendicite e, vista la mancanza di una sostituta, Willy Russell le subentrò per tre settimane nel ruolo di Shirley. 
Due anni dopo Shirley Valentine ebbe la sua prima sulle scene londinesi al Vaudeville Theatre, con la regia di Simon Callow e Pauline Collins nel ruolo della protagonista (e sola interprete) della commedia. La stessa produzione diretta da Callow ed interpretata dalla Collins fu trasferita al Booth Theatre di Broadway nel 1989, rimanendo in cartellone per 324 rappresentazioni. L'interpretazione della Collins ottenne lodi unanime su entrambe le sponde dell'Atlantico e le valse il Laurence Olivier Award alla miglior attrice e il Tony Award alla miglior attrice protagonista in un'opera teatrale. Durante le repliche Ellen Burstyn rimpiazzò la Collins nei panni della protagonista, mentre Loretta Swit interpretò la commedia nel tour statunitense nel 1995. 
Nel 2010 la Menier Chocolate Factory ha portato in scena un nuovo allestimento della commedia con Meera Syal nel ruolo di Shirley. L'allestimento è stato poi riproposto nel Trafalgar Studios del West End londinese. Nel 2017 una nuova tournée britannica con Jodie Prenger ha festeggiato il trentesimo anniversario della pièce, che nel 2023 è tornata sulle scene londinesi con Sheridan Smith nel ruolo della protagonista.

## Adattamento cinematografico
Nel 1989 Russell ha adattato la propria commedia per il grande schermo. Il film, intitolato Shirley Valentine - La mia seconda vita, è stato diretto da Lewis Gilbert ed interpretato ancora una volta da Pauline Collins.